# Let Them Know
Let Them Know è un singolo della cantante britannica Mabel, pubblicato il 18 giugno 2021 come primo estratto dal secondo album in studio About Last Night....

## Pubblicazione
Mabel ha anticipato Let Them Know per la prima volta il 9 giugno 2021, pubblicando sui social un teaser dalla durata di 30 secondi. Il giorno successivo ha rivelato la data d'uscita e la copertina del singolo.

## Descrizione
Il brano è stato scritto dalla stessa interprete con Raye, MNEK e SG Lewis e prodotto da quest'ultimo. È composto in chiave di La maggiore ed ha un tempo di 125 battiti per minuto.

## Video musicale
Il video musicale, diretto da Isaac Rentz, è stato reso disponibile in concomitanza con la sua uscita.

## Tracce
Download digitale
1. Let Them Know – 2:28

Download digitale (Riton Remix)
1. Let Them Know – 3:00

## Successo commerciale
Let Them Know ha debuttato alla 38ª posizione della Official Singles Chart britannica grazie a 10 368 unità, diventando il dodicesimo ingresso in classifica di Mabel.

## Classifiche
| Classifica (2021) | Posizione massima |
| ----------------- | ----------------- |
| Croazia           | 21                |
| Irlanda           | 19                |
| Polonia           | 46                |
| Regno Unito       | 19                |